# Pont de Bondy (métro de Paris)
Pont de Bondy est une future station du métro de Paris qui sera située le long de la ligne 15 à cheval sur les communes de Bondy et de Noisy-le-Sec, en Seine-Saint-Denis. Destinée à être ouverte à l'horizon 2031, elle desservira les alentours du pont de Bondy, sur le canal de l'Ourcq. Elle devrait voir passer 33 000 voyageurs par jour.